# Robert Lee Gilbertson
Robert Lee Gilbertson (Hamilton, 15 de enero de 1925 - Tucson, 26 de octubre de 2011) fue un micólogo estadounidense.
Fue miembro de la facultad en la Universidad de Arizona durante 26 años hasta su retiro de la enseñanza en 1995; accedió a profesor emérito allí hasta su muerte en 2011.

## Biografía
Era hijo de George y Eula Norris Gilbertson. Con su hermano, George N. Gilbertson crecieron en Missoula.
Se graduó del Missoula Central High School en 1942 poco después que EE. UU. entrara en la Segunda Guerra Mundial. Tuvo que esperar hasta su cumpleaños de enero, cuando cumplió 18 y pudo alistarse en el Ejército. Fue enviado a Europa, donde se desempeñó como soldado de infantería de combate de 1943 a 1946. Gil recibió la Medalla Europea Campaña de Teatro con dos estrellas de la batalla, una Estrella de Bronce y un Corazón Púrpura.

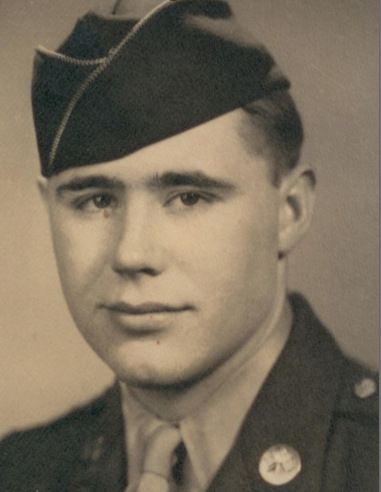
Foto de Gilbertson en uniforme de infantería

Ocupó cargos simultáneos como fitopatólogo, en la Estación Experimental Agrícola de la Universidad de Arizona (1967 a 1995) para un proyecto de Investigación sobre los hongos que pudren la madera y otros hongos asociados con las plantas del suroeste  y fue colaborador y consultor del Centro de Micología Forestal Investigaciones, Servicio Forestal de EE. UU. Laboratorio de Productos Forestales, Madison (Wisconsin) (1957–1981).

### Su vida tras la Segunda Guerra Mundial

#### Educación
Regresó de la Segunda Guerra Mundial y comenzó sus estudios bajo la Declaración de Derechos G.I. En 1946 se matriculó en la Universidad de Montana, donde se especializó en Botánica y se graduó con honores. Gil se casó con Patricia Park en 1948, y fue a la Universidad de Washington durante los próximos dos años (1950-1951). Como estudiante Gil asistió a Rubén Diettert con su investigación micológica, así que tuvo cierto grado de exposición a los hongos antes de llegar a Washington. Allí comenzó un programa de maestría con Daniel Stuntz. y recibió su título de maestría en micología con Stuntz en 1951. Y siguió un doctorado con Josías Lowe en la Universidad Estatal de Nueva York, Facultad de Ciencias Forestales de la Universidad de Siracusa en 1951, el estudio de la micología y la patología forestal. Gil se iría a estudiar los hongos de madera descomposición durante 60 años. Su doctorado se completó en 1954 en la micología y la patología forestal con una tesis sobre  Polyporus montagnei  y  Cyclomyces greenii  y publicó su primer artículo sobre estas especies en Mycologia en 1954.
Su tesis sobre el género Poria en las Montañas Rocosas centrales y del noroeste del Pacífico fue publicado en 1954.

#### Estudios de posgrado y cátedras
Después de recibir su doctorado, permaneció en Siracusa durante seis meses como asistente de investigación hasta que fue contratado como profesor asistente de silvicultura en la Universidad de Idaho. Él y Pat pasaron los siguientes cinco años (1954-59) en Moscú, y su hijo e hija, Park y Joan, nacieron en Moscú, Idaho, 27 de agosto de 1956 y el 23 de julio de 1959, respectivamente. De Idaho, Gil regresó a Siracusa como Profesor Asociado de Botánica en la Facultad de Ciencias Forestales durante ocho años (1959-1967). Fue nombrado profesor de la Universidad de Arizona en 1967. simultáneamente ocupó cargos como fitopatólogo, Estación Experimental Agrícola de la Universidad de Arizona (1967 a 95) para un Proyecto de investigación "en los hongos que pudren la madera y otros hongos asociados con las plantas del suroeste "y fue colaborador y consultor de Centro de Micología Forestal de Investigaciones, Servicio Forestal de Estados Unidos, Laboratorio de Productos Forestales, Madison, Wisconsin (1957/81). Pasó 26 años en la facultad en Tucson hasta su retiro de la enseñanza en 1995 y luego como profesor emérito hasta su muerte el 26 de octubre de 2011 de complicaciones debido al cáncer de próstata.

## Algunas publicaciones
- Robert L. Gilbertson. Wood-Rotting Fungi of North America. Mycologia 72 (1) (ene - feb. 1980): 1–49
- Gilbertson, Ryvarden. European polypores, v. I Y II. Oslo, Norway: Fungiflora
- Lindsey, J.P. Gilbertson, R.L. Basidiomycetes That Decay Aspen in North America. Mycologia 71 (1) (ene - feb 1979): 229–231
- Gilbertson R.L. Cummins G.B. Darnall E.D. Indexes to W. G. Solheim's Mycoflora Saximontanensis Exsiccata [Rocky Mountain fungi, including plant pathogens and their hosts, USA]. Mycotaxon. 1979; 10
- Gilbertson, Ryvarden. North American Polypores: v. 1 y 2; 1986 Oslo, Norway: Fungiflora
- Gilbertson, R.L. D. E. Hemmes. 1997. Notes on fungi on Hawaiian tree ferns. Mycotoxon 62: 465-487.
- Bigelow, D.M. M.E. Matheron, R. L. Gilbertson. 1996. Biology and control of Coniophora eremophila on lemon trees in Arizona. Plant Disease 80: 934-939.
- Gilbertson, R.L. 1995. Taxonomy and nomenclature of Polyporoid Hymenochaetaceae with special reference to Phellinus weirii and related species. Proc. 43.ª Ann. West Int. Forest Dis. Work Conf. p. 6-14.
- Alleman, B.C. B.E. Logan, R.L. Gilbertson. 1995. Degradation of pentachlorophenol by fixed films of white rot fungi in rotating tube bioreactors. Water Research 29:61-67.
- Adaskaveg, J.E. R.L. Gilbertson, M.E. Dunlap. 1995. Effects of incubation time and temperature on in vitro delignification of silver leaf oak by Ganoderma colossum. Appl. Environ. Microbiol. 61: 38-144.

## Honores

### Membresías
- Sociedad Micológica de América, y elegido Consejero, Vicepresidente, y después de su mandato como presidente se desempeñó como Pte. de la Comisión de Premios, Presidente Arreglos Locales, miembro del Comité de incursión, y Presidente del Comité de Miembros Honorarios. La sociedad lo honró con su máximo galardón, el Premio Distinguido Micólogo, en 1994.

- fundador de las Conferencias Western Forest Internacional de Trabajo de Enfermedades (WIFDWC) reunión anual de los patólogos occidentales forestales de América del Norte. Se desempeñó como director del programa dos veces, secretario (1969), catedrático (1980), y como "micólogo residente" por más de 30 años.
- Sociedad Americana de Fitopatología y se desempeñó como editor asociado de enfermedades de las plantas durante quince años
- Sociedad de Forestales Americanos, y se desempeñó como presidente del grupo de trabajo de Patología Forestal.
- Academia de Ciencias de Arizona.
- Asociación de Naturalistas del Sudoeste.
- Sociedad Botánica de California.
- Sociedad Mexicana de Micología.
- Sociedad Micológica Británica.
- Sociedad Linneana de Londres.

- La abreviatura «Gilb.» se emplea para indicar a Robert Lee Gilbertson como autoridad en la descripción y clasificación científica de los vegetales.[12]